# Yukata

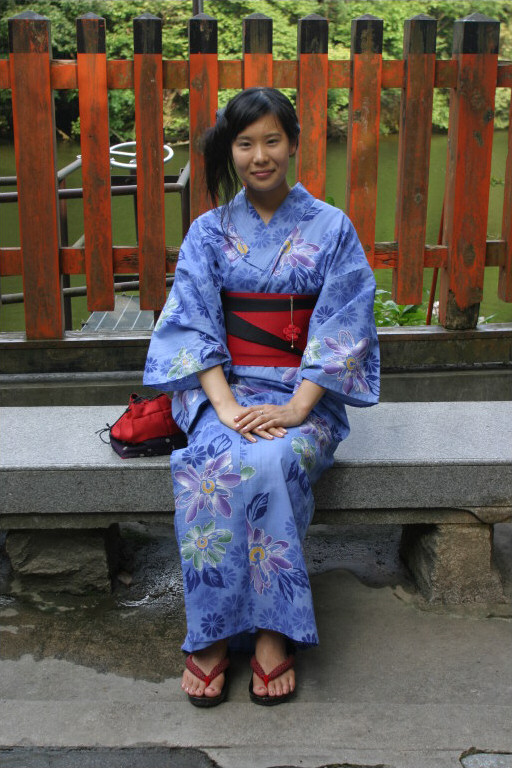
Flicka iförd yukata i staden Kyoto

Yukata (浴衣) är ett traditionellt japanskt klädesplagg som historiskt har burits av såväl män som kvinnor men numera huvudsakligen av kvinnor. Till utseendet påminner en yukata om en kimono och vanligen betraktas plagget som en informell variant av kimono. Den består av ett stort stycke tyg med två breda ärmar. Ett bälte, obi, hindrar plagget från att öppna sig. 
I dagens Japan används yukata sällan till vardags men däremot ofta vid festivaler, fyrverkerier och andra festligheter. Med undantag för vissa traditionella dansfestivaler används plagget numera nästan enbart av kvinnor och plagget har ofta rika och utförliga mönster.
Vid traditionella japanska hotell av typen ryokan, finns yukata att låna för gäster. Plagget har då oftast enklare mönster.